# Lansford (Dakota del Nord)
Lansford è un centro abitato (city) degli Stati Uniti, situato nella Contea di Bottineau nello Stato del Dakota del Nord. Nel censimento del 2000 la popolazione era di 253 abitanti. La città è stata fondata nel 1903.

## Geografia fisica
Secondo i rilevamenti dell'United States Census Bureau, la località di Lansford si estende su una superficie di 0,90 km², tutti occupati da terre.

## Popolazione
Secondo il censimento del 2000, a Lansford vivevano 253 persone, ed erano presenti 73 gruppi familiari. La densità di popolazione era di 280 ab./km². Nel territorio comunale si trovavano 101 unità edificate. Per quanto riguarda la composizione etnica degli abitanti, il 98,81% era bianco, lo 0,79% era afroamericano e lo 0,40% apparteneva a due o più razze. La popolazione di ogni razza ispanica corrispondeva allo 0,40% degli abitanti.
Per quanto riguarda la suddivisione della popolazione in fasce d'età, il 25,7% era al di sotto dei 18, il 6,7% fra i 18 e i 24, il 35,2% fra i 25 e i 44, il 20,2% fra i 45 e i 64, mentre infine il 12,3% era al di sopra dei 65 anni di età. L'età media della popolazione era di 37 anni. Per ogni 100 donne residenti vivevano 107,4 maschi.